# 3-deidrochinato deidratasi
La 3-deidrochinato deidratasi è un enzima numero EC 4.2.1.10 appartenente alla classe delle liasi, che catalizza la seguente reazione:
3-deidrochinato {\displaystyle \rightleftharpoons } 3-deidroshikimato + H2O